# Comuna Plevna, Plevna
Plevna (în bulgară Плевен) este o comună în regiunea Plevna, Bulgaria, formată din orașele Pleven și Slaveanovo și 23 de sate. 

## Localități componente

### Orașe
- Plevna
- Slaveanovo

### Sate
| - Beglej - Bohot - Brestoveț - Brășleanița - Bukovlăk - Disevița - Gortalovo - Grivița | - Iasen - Koilovți - Kărtojabene - Kășin - Laskar - Mecika - Nikolaevo - Opaneț | - Pelișat - Radișevo - Ralevo - Todorovo - Tucenița - Tărnene - Vărbița |

## Demografie
Componența etnică a comunei Plevna
     Romi (3,52%)
     Turci (2,44%)
     Bulgari (85,71%)
     Nicio identificare (7,91%)
     Altele (0,39%)
La recensământul din 2011, populația comunei Plevna era de 131.152 locuitori. Din punct de vedere etnic, majoritatea locuitorilor (85,71%) erau bulgari, existând și minorități de romi (3,52%) și turci (2,44%). Pentru 7,91% din locuitori nu este cunoscută apartenența etnică.